# Diego Domínguez Martín
Diego Domínguez Martín (n. 4 mai 2003, Madrid, Spania) este un canoist ce a reprezentat Spania, medaliat olimpic. A participat la o ediție a Jocurilor Olimpice (2024) în care a câștigat o medalie de bronz.

## Participări
Lista de mai jos prezintă principalele competiții la care a participat Diego Domínguez Martín de-a lungul carierei.
- Jocurile Olimpice de vară din 2024[1]